# Fédération Internationale des Musiciens
Fédération Internationale des Musiciens (französisch für ,Internationale Musikerföderation‘; Akronym FIM) ist die internationale Musikerföderation. Sie ist eine weltumspannende Vereinigung der Musikerverbände. Gegründet wurde sie 1948.
Präsident ist John Smith. Die Geschäftsstelle ist in Paris. Deutsche Mitglieder sind die Deutsche Orchestervereinigung und die Fachgruppe Musik von Ver.di; ehemaliges deutsches Mitglied war der Deutsche Musikerverband. Die FIM ist selbst Mitglied der International Arts and Entertainment Alliance.